# Etaoin shrdlu
etaoin shrdlu ([ˈɛtiɔɪn ˈʃɜːrdluː], [ˈeɪtɑːn ʃrədˈluː]) とは、鋳造活字で組版を行なっていた時代に、組版職人の慣習から、英語の印刷物にしばしば登場した意味のないフレーズである。オックスフォード英語辞典やランダムハウスウェブスター完全版辞典に掲載されている。これは、英語における文字の出現頻度の高い順に並べたものとほぼ一致する。

## 概要

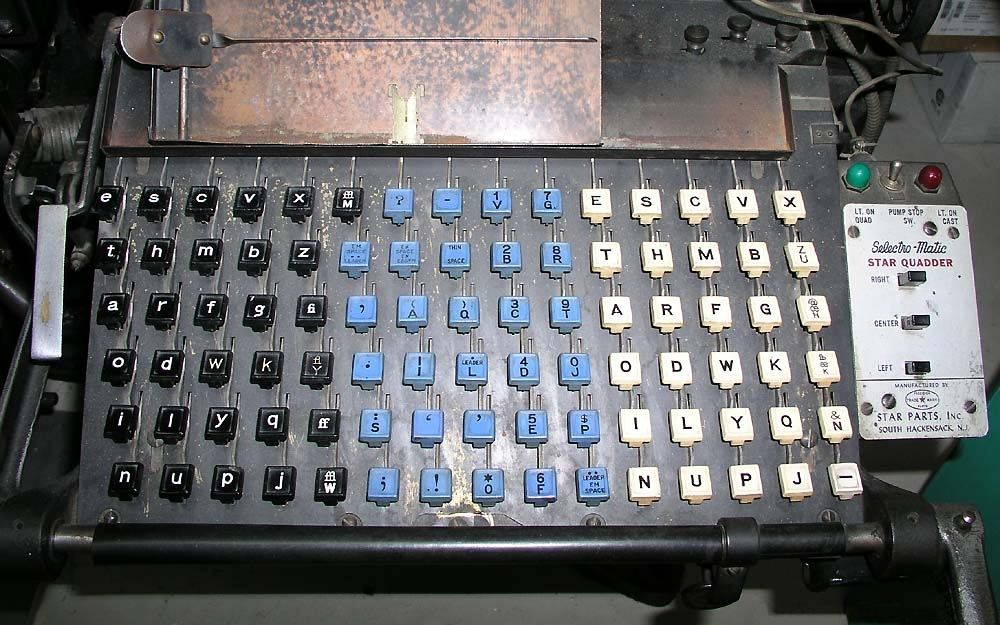
ライノタイプのキーボード。etaoin / shrdlu / cmfwyp / vbgkqj / xzという配列が2回（左側の黒いキーは小文字、右側の白いキーは大文字）現れる。その間の青いキーは記号と数字用である。

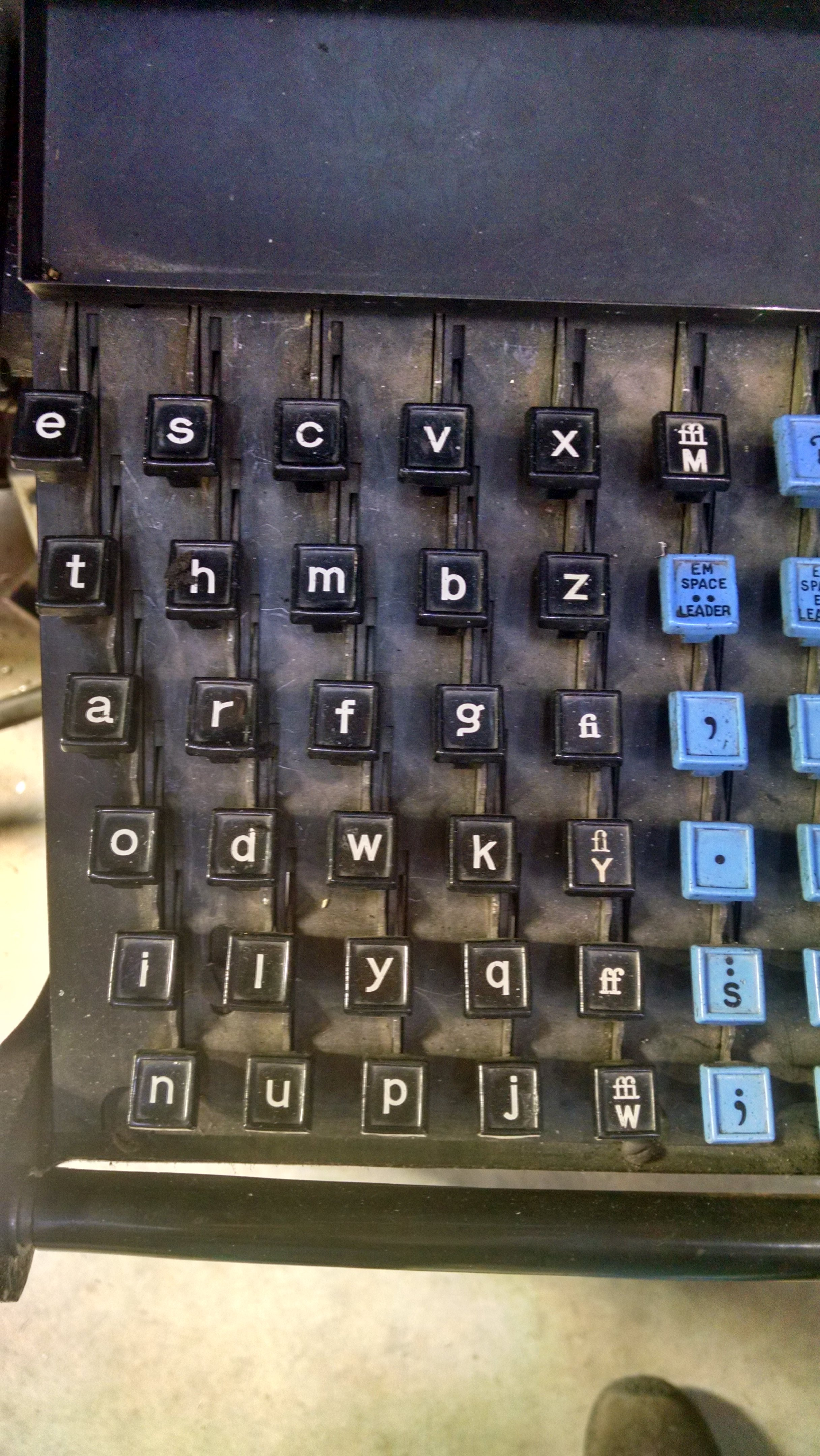
キーボードの左側（小文字側）を拡大したもの。etaoin / shrdluという配列が左端にあるのが見える。

組版鋳造機のキーボード（ライノタイプやインタータイプなど）上の文字配列は、動作の効率化のために、左上から出現頻度の高い順に並んでいた。そのため、概ねどのメーカーの鋳造機でもキーボードの左側から1列目・2列目が小文字のe-t-a-o-i-n、s-h-r-d-l-uとなっていた。
打鍵操作をすると、ストックから活字の母型が、缶飲料の自動販売機のように垂直の筒の中を落ちてきて、一定の位置に順次置かれていく。1行分の組版が終わると鋳造部に移動し、活字合金が流し込まれて1行分が一体鋳造された版が出来る。使用済みの母型は解版されて、各文字のストックに自動的に戻される。このとき母型の側面に刻まれた形状によって機械は自動的に文字を判別するようになっている。母型はレールに沿って移動し、対応する文字の箇所を通過するときにストックに戻される。
入力ミスをしたとき、その場で訂正しようとすると、組版鋳造機の動作をいったん止めて、組み上がった母型の間違った部分を外して、母型を手動でストックに戻す、という一連の作業が必要になる。一字でも間違えれば訂正のために煩雑な手順を踏まねばならず、それよりも、行を改めたうえで一から正しく入力し直して原稿を完成させ、後から誤った行の活字だけを破棄した方が早くて楽だった。誤った行を終わらせる際に、キーの列に沿って指を走らせて、行の右端まで意味のない（しかし順序の決まった）文字列で埋めると、入力が簡単で、校正者が見つけやすいパターンとなる。そのような行は校正の際に取り除かれることになっていたが、見落とされて誤って印刷されてしまうことも時々あった。
『ニューヨーク・タイムズ』の印刷工程における鋳造活字の使用の終焉（1978年7月1日）とコンピュータの導入を記録した、デイヴィッド・ローブ・ワイス (David Loeb Weiss) によるドキュメンタリー映画のタイトルはFarewell, Etaoin Shrdlu（さよならEtaoin Shrdlu）だった。

## 組版以外での用例
このフレーズは、組版とは無関係の文脈でも時折用いられる。以下にその例を挙げる。

### コンピュータ
- SHRDLUは、1972年にテリー・ウィノグラードによってLISPで記述された初期の人工知能システムの名称である[5]。
- ETAOIN SHRDLUは、ガース・クルトワ・ジュニア(Garth Courtois, Jr.)がミニコンピュータNova 1200（英語版）用に作成したチェスプログラムで、1975年と1976年の北米コンピュータチェス選手権（英語版）に出場した[6]。
- "Etienne Shrdlu"は、1980年代後半のタッチタイピング練習ソフト"Mavis Beacon Teaches Typingに登場するキャラクターの名前である[7]。

### 文学
- エルマー・ライスによる1923年の戯曲『計算機（英語版）』には、Shrdluという人物が登場する[8]。
- 1942年にはフレドリック・ブラウンが、感覚を持つライノタイプ機に関するショートストーリー "Etaoin Shrdlu"[注釈 1] を執筆した。続編となる Son of Etaoin Shrdlu: More Adventures in Type and Space[12] が1981年に別の人物によって書かれた[8]。
- アンソニー・アームストロング（英語版）が1945年に記した突飛なショートストーリー Etaoin And Shrdlu[13] は「そしてEtaoin卿とShrdluは結婚し、末永く幸せに暮らしました。ですから今日でも、Etaoinの名前を見かけるときはいつでも、その後に大抵Shrdluがついています」と締めくくられている[8]。
- 物理学者のシェルドン・グラショーとスティーヴン・ワインバーグが編集したSFファンジン（同人誌）のタイトルに使われた[14]。
- チャールズ・G・フィニーのファンタジー小説『ラーオ博士のサーカス（英語版）』（The Circus of Dr. Lao）には、Mr. Etaoinという名前の新聞の組版職人が登場する[15]。
- トマス・ピンチョンの1962年の短編『秘密のインテグレーション』（原題 The Secret Integration[16]、1984年の短編集『スロー・ラーナー』に所収）には、"Etienne Cherdlu"というキャラクターが登場する。
- 雑誌『ザ・ニューヨーカー』には、"Etain Shrdlu"の筆名による作品が1925年に3件掲載されている[17]。また、同誌に掲載された作品には、"Etaoin Shrdlu"をタイトルに含むものが少なくとも1つ存在する[18]。
- マックス・シュルマン（英語版）は、1944年に出版された本Barefoot Boy with Cheekで、かつて参照されたいくつかのキャラクターの名前としてこの用語を使用した[19]。
- ダグラス・ホフスタッターの著書『ゲーデル、エッシャー、バッハ』には"SHRDLU, Toy of Man's Designing"[注釈 2]という章がある。この中で、"SHRDLU"という名前のコンピュータープログラムを使用する"Eta Oin"というキャラクターが登場する。この章のタイトルは、テリー・ウィノグラードのプログラムSHRDLUと、バッハの楽曲『主よ、人の望みの喜びよ』(Jesu, Joy of Man's Desiring)から取られたものである。
- ジェームズ・サーバーが1931年に記したThe Owl in the Attic and Other Perplexitiesにおいて、ライノタイプ入力者の無能さを示すために、etaoin shrdluがユーモラスに用いられている。

### メディア
- 1958年にアメリカナショナルプレスクラブ（英語版）が発行したクラブの50年史のタイトルはShrdlu - An Affectionate Chronicleだった[20]。
- ロバート・クラムの漫画には、Etaoin Shrdluというキャラクターが登場するものが少なくとも2つ存在する[21]。
- エミール・メルシエ（英語版）の漫画には、EtaoinやShrdluという名前が、地名、競走馬名、人名として頻繁に登場する。
- ウォルト・ケリーのコミック・ストリップ『ポゴ（英語版）』で、『ウェブスター辞書』の綴りが悪いなどと批判する読書狂として"Mr. Shrdlu -- Etaoin Shrdlu"が登場する回がある。

### 音楽
- "Etaoin Shrdlu"は、アメリカのバンドキュル・ド・サック（英語版）の1999年のアルバムCrashes to Light, Minutes to Its Fallの1曲目のタイトルである。このバンドは、2002年にリリースされたライブ録音、Immortality Lessonsにおいても、Etaoin Without Shrdluという曲を発表している。
- アメリカのテレビシリーズ『ハウス・オブ・カード 野望の階段』のシーズン2エピソード10のサウンドトラック用に作成されたオリジナル楽曲のタイトルは"Etaoin"[22] と"Shrdlu"である[23]。